# 직지 (드라마)
《직지》는 2005년 12월 3일에 MBC 창사 44주년 HD 특집 드라마로 방영한 드라마이다.
이 드라마는 사랑의 도를 이룬 묘덕과 암울한 시대 백성을 구제할 승불의 도를 이룬 백운을 통해 인간이 사랑과 부처의 자비가 다르지 않음을 동시에 보여준 드라마이다.

## 출연진

### 주요 인물
- 한민 : 묘덕(20세 ~ 40대) 역 - 궁술 · 춤 · 서화 · 학문까지 뛰어난 절세가인, 명문가의 딸
- 김진근 : 백운경한(37세 ~ 60대) 역 - 직지를 편찬한 이로 이름은 경한, 호는 백운

### 그밖의 인물
- 이정길 : 충숙왕 역
- 양미경 : 덕비 원씨 역
- 원미원 : 백운의 노모 역
- 김병세 : 정안군 역 - 수춘 옹주 부마
- 이일화 : 수춘 옹주 역
- 유승봉 : 묘덕의 부 역
- 차주옥 : 묘덕의 계모 역
- 한태일 : 주지 스님 역
- 강상구 : 김계생 역
- 황의권 : 이색 역
- 장태성
- 최성웅
- 박종설 : 대장장이 역
- 김흥수 : 원나라 공주 수하 역
- 이화진
- 안서정 : 원나라 공주 역
- 김남길
- 이영준 : 나옹화상 역
- 이덕진 : 석찬 역
- 윤서현 : 달잠 스님 역
- 장남경 : 이웃 조씨 역
- 유정석
- 최선영
- 박태진

## 같이 보기
- 태조 왕건
- 제국의 아침
- 천추태후
- 무인시대
- 무신
- 신돈